# Veniliornis chocoensis
Veniliornis chocoensis là một loài chim trong họ Picidae.